# Mummius
Mummius is een geslacht van wantsen uit de familie van de Tingidae (Netwantsen). Het geslacht werd voor het eerst wetenschappelijk beschreven door Géza Horváth in 1910.

## Soorten
Het genus bevat de volgende soorten:

- Mummius bicorniger Horváth, 1910
- Mummius denigratus Drake, 1954
- Mummius minor Rodrigues, 1977